# Mistério no Bosque
The Watcher in the Woods (bra: Mistério no Bosque ou Olhos na Floresta; prt: Mistério no Bosque) é um filme estadunidense de 1980, do gênero terror sobrenatural, dirigido por John Hough e Vincent McEveety, e estrelado por Bette Davis, Carroll Baker, David McCallum, Lynn-Holly Johnson, Kyle Richards, Ian Bannen e Richard Pasco. O roteiro de Brian Clemens, Harry Spalding e Rosemary Anne Sisson foi baseado no romance homônimo de 1976, de Florence Engel Randall.
A trama retrata a história de uma adolescente e sua irmã mais nova que se envolvem em um mistério sobrenatural que envolve uma garota desaparecida na floresta que cerca sua nova casa no interior da Inglaterra.
Filmado na Pinewood Studios e nos arredores de Buckinghamshire, na Inglaterra, "The Watcher in the Woods" foi um dos vários filmes live-action produzidos pela Walt Disney Productions na década de 1980, quando o estúdio tinha como alvo o público jovem adulto. Em 17 de abril de 1980, o filme estreou no Ziegfeld Theater em Nova Iorque, mas foi retirado dos cinemas dez dias depois, com suas futuras exibições sendo canceladas pelo estúdio por causa da esmagadora resposta negativa do público e dos críticos. Várias mudanças foram feitas depois disso, incluindo a remoção da cena de abertura original, bem como a filmagem de um final totalmente novo, dirigido por Vincent McEveety sem o envolvimento de Hough. A Disney relançou a versão revisada do filme em 9 de outubro de 1981, e arrecadou US$ 5 milhões.
Embora a resposta crítica ao filme tenha sido variada e tenha incluído inúmeras críticas desfavoráveis, o filme atingiu o status de cult nos anos seguintes ao seu lançamento. Outra adaptação do romance foi lançada para a televisão em 2017, estrelada por Anjelica Huston.

## Sinopse
Depois de irem morar em uma bela casa cercada por uma floresta no interior da Inglaterra, Jan (Lynn-Holly Johnson) e Ellie (Kyle Richards), filhas de um casal estadunidense, passam a ver coisas e ouvir vozes, além de começarem a ser assombradas pelo espírito de Karen (Katharine Levy), uma garota desaparecida. A Sra. Aylwood (Bette Davis), antiga dona da residência que agora vive na casa de hóspedes ao lado, percebe o comportamento estranho das crianças. Com o novo terror assolando os arredores de sua nova casa, Jan começa a tentar desvendar motivo do desaparecimento da garota, ocorrido há trinta anos atrás.

## Elenco
- Bette Davis como Sra. Aylwood
  - Georgina Hale como Sra. Aylwood (jovem)
- Carroll Baker como Helen Curtis
- David McCallum como Paul Curtis
- Lynn-Holly Johnson como Jan Curtis
- Kyle Richards como Ellie Curtis
- Ian Bannen como John Keller
- Richard Pasco como Tom Colley
- Frances Cuka como Mary Fleming
- Benedict Taylor como Mike Fleming
- Eleanor Summerfield como Sra. Thayer
- Katharine Levy como Karen Aylwood

## Produção

### Desenvolvimento
O filme foi baseado no romance "A Watcher in the Woods" (1976), de Florence Engel Randall. O produtor Tom Leetch apresentou o projeto ao executivo da Disney, Ron Miller, afirmando que "este poderia ser o nosso Exorcista". Brian Clemens adaptou o romance em um roteiro. No entanto, a Disney decidiu que a versão de Clemens – que tinha uma conclusão diferente da do romance – era "muito sombria e ameaçadora", e fez com que Rosemary Anne Sisson revisasse tudo. O roteiro foi posteriormente revisado novamente por Gerry Day em julho de 1979. Miller recrutou John Hough para dirigir a produção depois de ver seu filme anterior, "The Legend of Hell House", com Roddy McDowall.
Quando o filme foi retirado dos cinemas, vários novos finais foram escritos por vários outros escritores da Disney com o intuito de substituir o original. Além do trabalho dos escritores do estúdio, vários escritores de ficção científica, incluindo Robert Silverberg, Joe Haldeman e a dupla Larry Niven e Jerry Pournelle – todos trabalhando separadamente – foram contratados e pagos para escreverem finais alternativos, mas aparentemente nenhum deles foi usado. Harrison Ellenshaw, o designer de efeitos especiais, afirmou mais tarde que havia "cerca de 152" possíveis finais. Ellenshaw escreveu a versão do final que eventualmente acompanhou a versão do filme que foi relançada em 1981.

### Escolha de elenco
De acordo com o diretor John Hough durante seu comentário em áudio no DVD do filme, lançado em 2002 pela Anchor Bay, escalar o papel da Sra. Aylwood mais jovem foi complicado, já que a personagem é apresentada em dois períodos de tempo diferentes; Bette Davis, que já havia sido escalada como a Sra. Aylwood, foi cogitada para interpretar as versões mais jovem e mais velha da personagem.

"Você não poderia fazer uma cena com Bette Davis e realmente não pensar e não estar alerta, senão você simplesmente não teria nenhum impacto na cena".

John Hough, 2002
De acordo com Hough, Davis "desesperadamente" queria interpretar os dois papéis; tanto que a equipe de produção trouxe especialistas em maquiagem e cabelo de Los Angeles para trabalhar em Davis na preparação para os testes de tela; o objetivo era retroceder sua aparência em trinta anos. Depois que os testes de tela foram concluídos e vistos pela equipe, Hough ficou preocupado com Davis interpretando sua personagem mais jovem, e sentiu que o trabalho de maquiagem e cabelo "talvez tirou cerca de vinte anos de sua idade, mas não quarenta". Davis tinha 72 anos na época. Ao ver os testes, Hough deu sinal para a equipe sair da sala de projeção e disse: "Bette, acho que você não conseguiu". Depois de dar uma longa tragada em seu cigarro, Davis respondeu: "Você está certo". A atriz britânica Georgina Hale acabou assumindo o papel da jovem Sra. Aylwood; de acordo com Hough, ela aceitou o papel em grande parte por causa de sua admiração por Davis.
Ao escalar o papel de Jan, Diane Lane foi a escolha inicial, mas ela o recusou. O papel acabou indo para Lynn-Holly Johnson, que ganhou atenção nos Estados Unidos como patinadora artística profissional, bem como por seu papel como uma patinadora cega no filme "Ice Castles" (1978), pelo qual recebeu uma indicação ao Globo de Ouro.
Carroll Baker, que morava em Londres na época, foi convidada a assumir o papel de Helen pelo próprio Hough, que admirava muito seu trabalho. Ela aceitou o papel. Kyle Richards, de onze anos – que interpretou Ellie, a irmã mais nova – já havia trabalhado anteriormente com Hough em "Escape to Witch Mountain" em um papel não-creditado como uma versão mais jovem de sua irmã, Kim Richards.

### Filmagens
A fotografia principal do filme começou em agosto de 1979, com um orçamento de aproximadamente US$ 7 milhões. O filme foi gravado principalmente no Pinewood Studios em Buckinghamshire, Inglaterra, e arredores. A St. Hubert's Manor, casa utilizada no filme, estava localizada perto de Iver Heath; desde então foi desconstruída e transformada em vários apartamentos. Hough usou vários locais que também são vistos em "The Haunting", de Robert Wise, principalmente a grande mansão em que vive o personagem de John Keller (Ian Bannen), que foi a mesma casa usada para filmar "The Haunting" (Ettington Park, Warwickshire). A filmagem durou um total de doze semanas. Durante as filmagens, o produtor Ron Miller costumava intervir para suavizar as cenas mais intensas, levando a "compromissos infelizes" entre ele e os cineastas.

#### Efeitos especiais
As sequências de efeitos especiais no final do filme (muitas das quais aparecem nos finais alternativos também) foram concluídas nos estúdios da Disney em Burbank, Califórnia, por Harrison Ellenshaw, após a conclusão das filmagens na Inglaterra. Os créditos anteriores de Ellenshaw incluíam "Star Wars: Uma Nova Esperança" (1977) e "The Black Hole" (1979). Art Cruickshank e Bob Broughton supervisionaram os efeitos fotográficos. Hough ficou desapontado com a maneira como o alienígena apareceu no filme e lembrou: "A animação estava fora do meu controle. Eu não tinha nada a dizer. Os últimos quatro minutos desfizeram todo o bom trabalho dos 87 minutos anteriores, quando o monstro apareceu", ele continua. "Ele se moveu de uma maneira muito rígida, e realmente não estava à altura do que veríamos mais tarde em filmes posteriores".

### Pós-produção

#### Refilmagens do final
O final original do filme apresentava uma aparição do Observador, um alienígena insectoide esquelético e rosnador, que pega Jan na capela e desaparece. A essa altura, os dois voaram por uma paisagem alienígena até a espaçonave danificada do Observador. Lá dentro, Karen estava presa em um prisma piramidal. De acordo com Sam Nicholson, o supervisor de efeitos especiais, "Por alguma razão, a garota que havia desaparecido desequilibrou a nave deste alienígena quando passou por este portal. O que, por sua vez, causou a queda desse alienígena". Jan estendeu a mão para Karen e, quando as duas se abraçaram, foram teletransportadas de volta para a capela. As meninas então voltaram para a mansão, onde a Sra. Aylwood e sua filha estavam reunidas. Enquanto caminham de braços dados, Jan explica tudo para Ellie: o Observador – que foi trocado por Karen por acidente durante o eclipse – precisava de Jan para libertar a garota. Os efeitos especiais para as cenas do "outro mundo" não foram concluídos a tempo para o lançamento porque o filme foi lançado às pressas para coincidir com o 50.° aniversário de Bette Davis como atriz de cinema em 1980 (Davis foi contratada pela Universal Studios em 1930). Em vez de terminar as tomadas já existentes, a Disney optou por reescrever e refazer o final, atenuando as referências ao ocultismo.
O primeiro final oficial, que foi exibido no breve lançamento do filme em 1980, na cidade de Nova Iorque, apresentava apenas parte do final original, eliminando a sequência do "outro mundo" e substituindo-a pelo interrogatório de Helen sobre Tom, Mary e John na capela, depois que Jan desaparece durante a encenação da sessão espírita. No entanto, incluiu a aparição da criatura alienígena quando ela pega Jan e desaparece no ar. Enquanto Helen está questionando todos na capela, Jan reaparece, emergindo de um raio de luz, de mãos dadas com Karen. Neste oficial, o Observador reimaginado (um pilar de luz ectoplásmico) era menos ameaçador e mais sobrenatural. A natureza da troca de Karen e do Observador foi claramente explicada por Ellie na capela (enquanto possuída pelo Observador). O final que foi ao ar forçou os espectadores do filme a confiar na explicação breve e enigmática de Jan sobre o Observador para encerrar a história. Como resultado, essa conclusão de "The Watcher in the Woods" foi quase ininteligível, dando ao filme a reputação ter encerrado com um final aberto. A nova filmagem (incluindo as cenas da floresta que substituíram os créditos de abertura originais) foi dirigida por Vincent McEveety, embora ele não tenha sido creditado devido às regras sindicais que proibiam o crédito na tela, a menos que o diretor trabalhasse no filme por um certo número de horas.
Após a reação crítica e pública negativa durante a exibição limitada do filme em Nova Iorque em 17 de abril de 1980, o filme foi retirado dos cinemas e as refilmagens de seu final começaram sem o diretor Hough no final da primavera de 1980. Devido à greve dos atores em 1980, Davis não pôde retornar à Inglaterra para refilmar suas cenas, então sua filmagem adicional aconteceu na Califórnia. A produção foi relançada em 1981, com sua versão oficial, que pode ser encontrada em VHS, LaserDisc ou em DVD (exceto em Blu-ray).

#### Cena de abertura
Além do final substituído, a sequência de abertura do filme também foi alterada. No corte original de Hough, a sequência de créditos de abertura foi reproduzida após uma cena em que uma criança brincando na floresta encontra o Observador, que atinge sua boneca com um feixe azul de luz, incinerando-a.

## Lançamento
"The Watcher in the Woods" teve uma exibição limitada no Ziegfeld Theatre de Nova Iorque a partir de 17 de abril de 1980. Inicialmente, o estúdio planejava expandir o lançamento do filme para entre 600 e 700 cinemas até junho do mesmo ano. No entanto, após uma reação extremamente negativa do público e da crítica, o filme foi retirado dos cinemas após apenas 10 dias, e as outras exibições já programadas foram canceladas. A resposta negativa levou a Disney a realizar refilmagens para o final do filme, o que custou à produção mais US$ 1 milhão. Em seu lugar, a Disney relançou "Mary Poppins" (1964).
O filme foi relançado dezoito meses depois, em 9 de outubro de 1981, após extensas regravações e a adição de um final totalmente novo. O material promocional do filme o apresentou como um filme de suspense direto voltado para um público mais maduro, um novo empreendimento da Disney; o trailer promocional do filme começou dizendo:
"A Walt Disney Productions inaugura uma nova década de entretenimento cinematográfico com o convite seguinte de passar noventa minutos na ponta de seu assento".
O relançamento foi regionalmente escalonado, com o filme estreando primeiramente na Costa Leste e se expandindo para a Costa Oeste no final de novembro de 1981.

### Mídia doméstica
O filme foi lançado em VHS na década de 1980. Em 1999, a Anchor Bay Entertainment anunciou o lançamento de uma edição especial em DVD do filme, mas o plano foi removido da programação logo depois e adiado indefinidamente. A Anchor Bay lançou a produção três anos após seu anúncio inicial, em 2 de abril de 2002. Essa edição do filme apresenta um comentário em áudio com o diretor Hough, três trailers promocionais, um comercial de televisão, bem como dois finais alternativos: a versão do "outro mundo", de forma breve (14 minutos) e inacabada; e a segunda versão alternativa (6 minutos), que é uma aproximação do primeiro final original.
A Walt Disney Studios Home Entertainment relançou um DVD do filme para a Região 2 no início de 2004, e nos Estados Unidos em 3 de agosto do mesmo ano. O comentário em áudio de Hough, presente no lançamento da Anchor Bay, não está presente neste disco.
Em 7 de setembro de 2021, o filme foi lançado em Blu-ray exclusivamente através do Disney Movie Club (lançado com a versão original de 1980 em vez da versão relançada em 1981).
O filme não está disponível no Disney+ no momento. No entanto, está disponível para assistir gratuitamente no YouTube.

## Recepção

### Exibição inicial
Vincent Canby, em sua crítica para o The New York Times, repreendeu o filme durante sua exibição original em 1980, escrevendo: "Desafio até o fã mais indulgente a dar uma tradução coerente do que se passa por uma explicação no final". Ele também criticou os efeitos especiais, observando que a criatura no final do filme "parece ter sido roubada de um desfile do Ano Novo Chinês". Kathleen Carroll, do New York Daily News, também o considerou um "filme de suspense um tanto tentador, mas ridículo". Gene Shalit, do Ladies' Home Journal, também criticou o filme, escrevendo: "The Watcher in the Woods desperdiça os talentos de Bette Davis e desperdiça nosso tempo com os não-talentos de duas crianças que falam em tom monótono ... Este triste filme da Disney pode assustar algumas meninas de dez anos que gostam de mistérios adolescentes, mas os pais e outros adultos ficarão exasperados". Em uma crítica publicada na Essence, Bonnie Allen observou: "Não consegui descobrir para qual público o filme foi feito. O enredo não tem nenhuma reviravolta no cenário da mansão inglesa mal-assombrada. Bette Davis, como a mãe da assombradora, não é suficiente para legitimar esse horror horrível. Na verdade, é melhor deixar The Watcher in the Woods sem ser assistido". Jim Wright, do Hackensack Record, também sentiu que o filme não era original e que "quando a recompensa chega ... está cheio de absurdos em vez de respostas".
Uma revisão publicada na Variety deu ao filme uma crítica mediana, observando: "A atuação e a escrita são pouco profissionais, mas a direção de arte, especialmente o impressionante trabalho de câmera de Alan Hume, dá um brilho ao filme". Na época, o produtor Miller afirmou que achava que o filme não tinha se saído bem com a crítica e o público porque "a maior parte da produção é um misterioso filme de suspense, mas termina com uma reviravolta de ficção científica. Agora estamos procurando um final mais inteligente". Al Frank, do Morristown Daily Record, sentiu que, embora o filme tivesse uma conclusão falha, "a direção de John Hough mistura o iluminado com o assustador tão bem que você sempre fica surpreso com o que vem a seguir". Ted Serrill, do The Central New Jersey Home News, observou que o filme era "divertido sem parar" e elogiou sua cinematografia, concluindo que "será um saboroso precursor de The Shining, que será lançado no próximo mês".
Christopher John revisou o filme na Ares Magazine #3, e comentou que "Deve ser registrado que, para um estúdio não acostumado a ser totalmente sério, este é um grande passo à frente. The Watcher in the Woods leva seus criadores a uma boa distância do xarope do passado da Disney. É lamentável que os primeiros passos de um bebê sejam geralmente desajeitados e tropeçantes".

### Relançamento
A segunda exibição do filme com um novo final rendeu alguns elogios da crítica, com a The Hollywood Reporter chamando-o de "Uma boa história de suspense. O final é perfeito, satisfatório, resolvendo o mistério. O filme é genuinamente sinistro e assustador". Um artigo publicado no The New York Times comentou sobre a versão revisada do filme, no qual estava escrito: "As primeiras boas críticas para a versão revisada de The Watcher in the Woods não resolvem, de forma alguma, todos os problemas da Disney. O filme ... é tenso e assustador o suficiente para atrair o público adolescente que o estúdio vem tentando obter nos últimos quatro ou cinco anos. Mas qualquer filme com o selo Disney pode atrair adolescentes?"
Uma crítica publicada na revista TV Guide criticou o filme mesmo com o final revisado e deu a ele uma de quatro estrelas, observando: "Desde o início, fica claro que [o cenário] não é um campo comum repleto de esquilos fofos da Disney. Johnson, no entanto, não se intimida com a floresta, mas estranhos incidentes começam a ocorrer quando ela é possuída pelo espírito da filha morta há muito tempo de Davis. Embora os cineastas façam algum esforço para criar uma atmosfera assustadora, eles falham em um dos formatos mais básicos de horror – a história da casa assombrada". Michael Blowen, do The Boston Globe, também criticou a produção, considerando Davis "azeda", e acrescentando: "Tudo no filme – direção, atuação, roteiro, arranjos musicais e edição – é tão transparente quanto Casper the Friendly Ghost".
No Rotten Tomatoes, site agregador de críticas, o filme detém uma classificação de 52%, baseada em 25 críticas, com o consenso dizendo: "The Watcher in the Woods possui uma atmosfera assustadora e uma performance tipicamente forte de Bette Davis, mas chega a uma conclusão tão insatisfatória que mina tudo o que veio antes".

### Bilheteria
Durante sua exibição original em 17 de abril de 1980 na cidade de Nova Iorque, o filme arrecadou apenas US$ 40.000 antes de ser retirado dos cinemas devido à fraca resposta do público. Foi relançado em 9 de outubro de 1981 em 240 telas, e arrecadou US$ 1.2 milhão durante a semana de estreia. A produção arrecadou um total de US$ 5 milhões nacionalmente.

## Prêmios e indicações
| Ano  | Cerimônia           | Categoria                    | Indicado                   | Resultado |
| ---- | ------------------- | ---------------------------- | -------------------------- | --------- |
| 1982 | Prêmio Saturno      | Melhor filme internacional   | Melhor filme internacional | Indicado  |
| 1982 | Prêmio Saturno      | Melhor atriz coadjuvante     | Kyle Richards              | Indicado  |
| 1982 | Young Artist Awards | Melhor atriz jovem de cinema | Kyle Richards              | Indicado  |